# Schloss Suresnes

Panorama des Gartens von Schloss Suresnes.

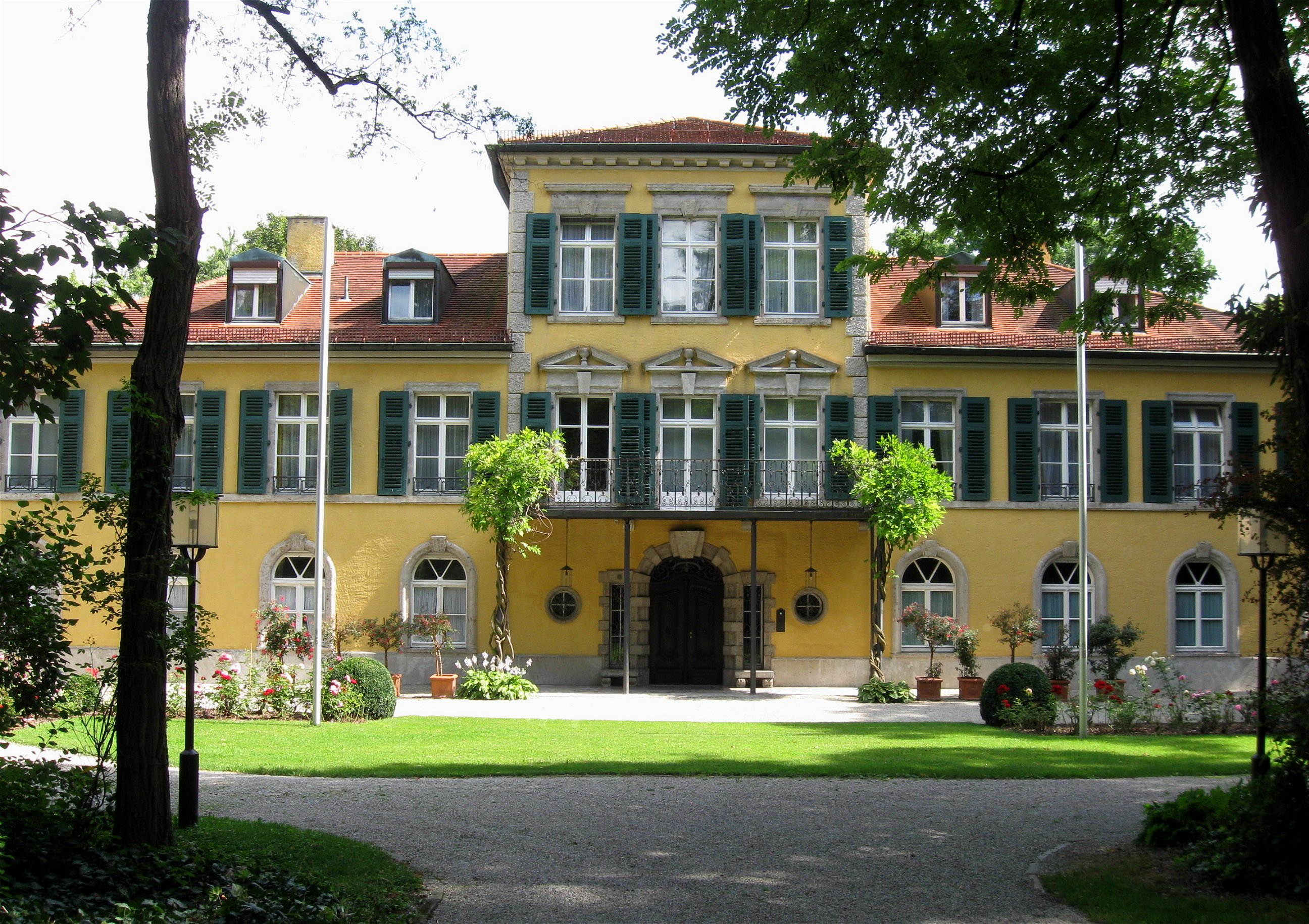
Schloss Suresnes, von der Werneckstraße aus gesehen

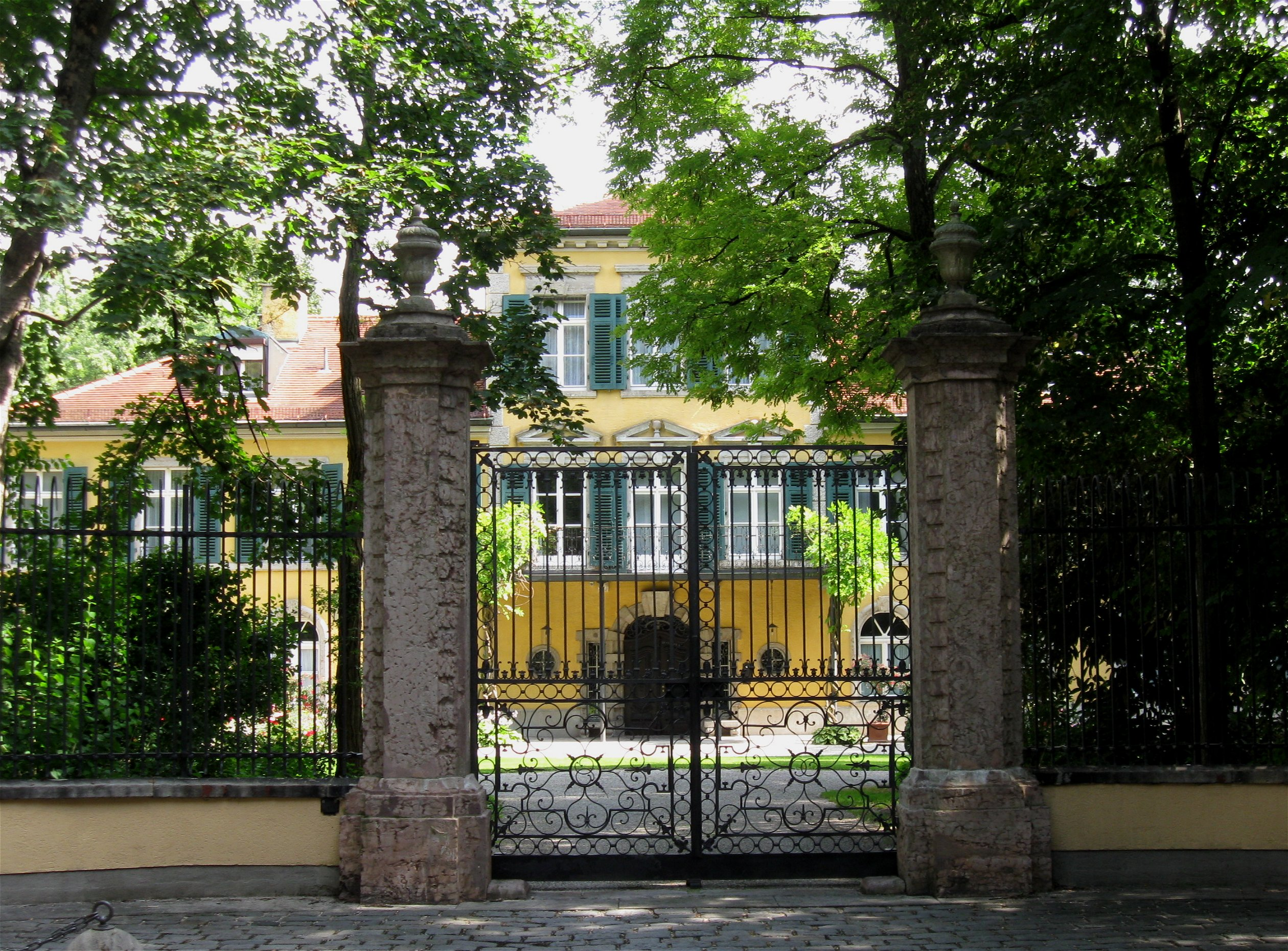
Schloss Suresnes, Tor an der Werneckstraße

Schloss Suresnes, auch Werneckschlößl genannt, ist ein Schlösschen im Münchener Stadtteil Schwabing. Die Anlage ist unter der Aktennummer D-1-62-000-7428 als denkmalgeschütztes Baudenkmal von Schwabing verzeichnet.

## Geschichte
Das Schloss Suresnes wurde 1715 bis 1718 vermutlich durch Johann Baptist Gunetzrhainer nach dem Vorbild des Château de Suresnes bei Paris für den Kabinettsekretär Franz von Wilhelm errichtet. In dem Château de Suresnes hatte Franz von Wilhelm während des Exils von Kurfürst Max Emanuel einige Monate mit diesem verbracht. Seit 1756 wechselten die Besitzer stetig, darunter: Johann Leopold Ignatius Freiherr Manteuffel mit seiner Ehefrau Maria Clara, Maria Theresia Caroline Gräfin von Preysing-Moos, Friedrich Reichsgraf von Vieregg, Wilhelm Friedrich von Jordan, Ludovica Reichsgräfin von Kesling, der Appellationsgerichtsschätzer Franz Xaver Haslinger und Ferdinand von Döllinger.
Nachdem das Schlösschen seit Anfang des 19. Jahrhunderts vernachlässigt worden war, wurde es 1855 von Carl August von Steinheil bezogen. Später, 1869 und 1870, lebte und arbeitete dort Elisabet Ney.
Ende des 19. Jahrhunderts war das Schlösschen ein beliebter Treffpunkt für junge Künstler. 1918 bezog der Maler Hans Reichel eine Atelierwohnung im Schloss und freundete sich mit Paul Klee an, der dort ebenfalls drei Monate lang sein Atelier hatte. Reichel versteckte in seiner Wohnung im Suresnes Schloss während der Münchner Räterepublik den linkssozialistischen Revolutionär und Schriftsteller Ernst Toller. Dieser hielt sich dort seit Mai auf und wurde nach einer Denunziation am  4. Juni 1919 am frühen Morgen dort verhaftet.
Ende der 1940er Jahre war es letzter Arbeitsplatz von Leo Samberger.
1937 wurde das Schlösschen vom Erzbistum München und Freising erworben. Seit 1967 dient es als Tagungshaus für die Katholische Akademie in Bayern.
Schloss Suresnes diente dem Erzbischof von München und Freising, Reinhard Marx, als Residenz, bis die Renovierungsarbeiten im Erzbischöflichen Palais 2012 abgeschlossen waren.

## Beschreibung
Der zweigeschossige Bau hat eine Grundfläche von etwa 10 × 15 m. Er hat eine neunachsige Frontfassade mit einem dreiachsigen, dreigeschossigen Mittelbau. Auf der Gartenseite ist dem Mittelbau ein eingeschossiges Rondell vorgebaut, das im ersten Obergeschoss als Terrasse dient.
Das Schlösschen liegt in einem etwa einen Hektar großen Park in der Werneckstraße 24, auf der Gartenseite befindet sich ein etwa 20 × 40 m großer Französischer Garten.